# Notopleura polyphlebia
Notopleura polyphlebia är en måreväxtart som först beskrevs av John Donnell Smith, och fick sitt nu gällande namn av Charlotte M. Taylor. Notopleura polyphlebia ingår i släktet Notopleura och familjen måreväxter. Inga underarter finns listade i Catalogue of Life.